# Orange (Massachusetts)
Orange es un pueblo ubicado en el condado de Franklin en el estado estadounidense de Massachusetts. En el Censo de 2010 tenía una población de 7.839 habitantes y una densidad poblacional de 84,02 personas por km².

## Geografía
Orange se encuentra ubicado en las coordenadas 42°36′4″N 72°17′44″O / 42.60111, -72.29556. Según la Oficina del Censo de los Estados Unidos, Orange tiene una superficie total de 93.3 km², de la cual 90.89 km² corresponden a tierra firme y (2.58%) 2.41 km² es agua.

## Demografía
Según el censo de 2010, había 7.839 personas residiendo en Orange. La densidad de población era de 84,02 hab./km². De los 7.839 habitantes, Orange estaba compuesto por el 95.18% blancos, el 1.03% eran afroamericanos, el 0.4% eran amerindios, el 0.94% eran asiáticos, el 0.01% eran isleños del Pacífico, el 0.71% eran de otras razas y el 1.72% pertenecían a dos o más razas. Del total de la población el 2.83% eran hispanos o latinos de cualquier raza.